# Ida Pellegrini
Ida Pellegrini di Pescantina, in Einaudi (Pescantina, 3 maggio 1885 – Roma, 23 novembre 1968), è stata la consorte del secondo presidente della Repubblica Italiana Luigi Einaudi, prima a ricoprire tale ruolo.

## Biografia

### Infanzia ed educazione
Nata a Pescantina nel 1885 in una famiglia dell'aristocrazia veronese, era figlia del conte Giulio Pellegrini di Pescantina. Rimasto vedovo, il padre decise di trasferirsi a Torino, ove Ida frequentò la Regia scuola di commercio, dove incontrerà il futuro marito, Luigi Einaudi, al tempo suo professore.

### Matrimonio

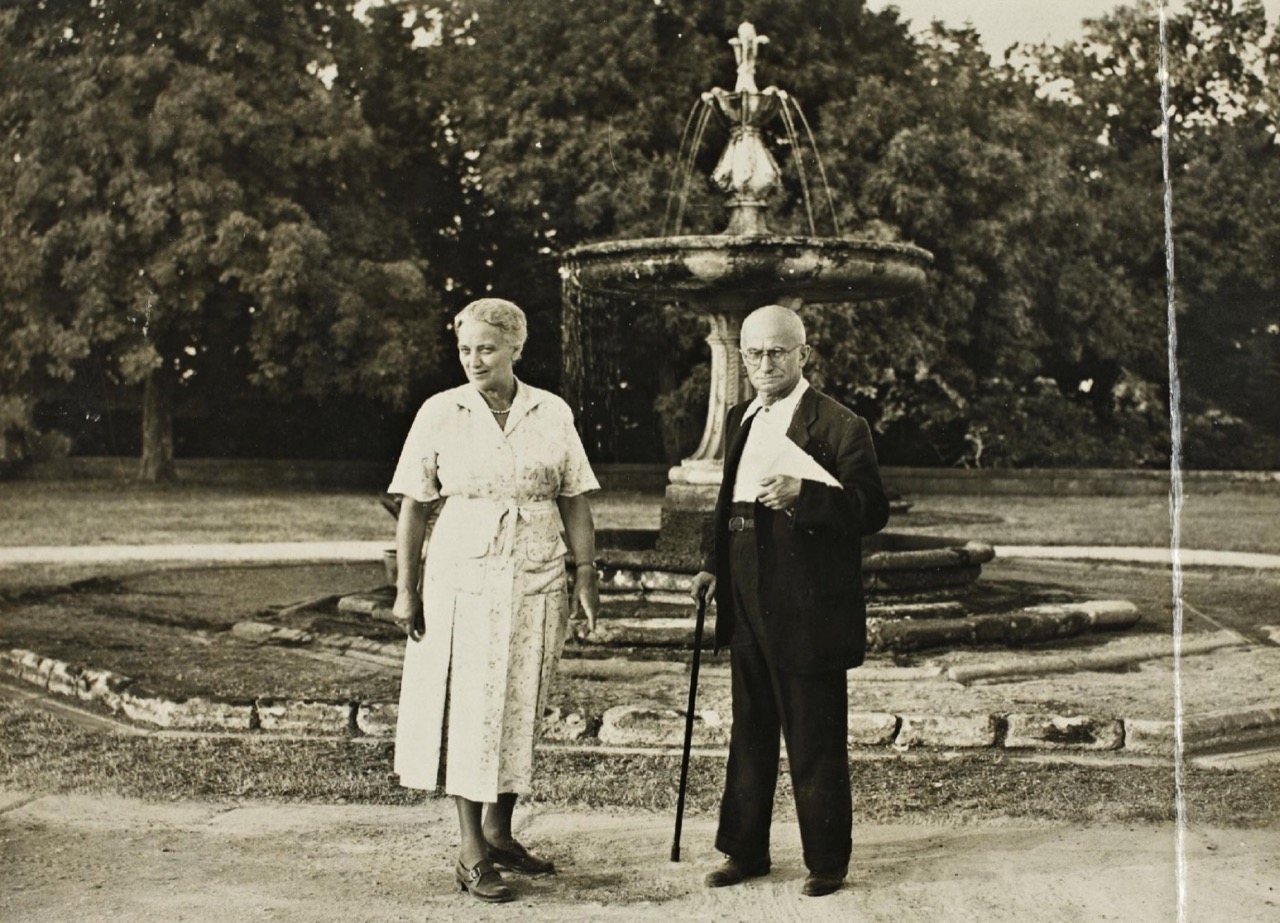
Ida Pellegrini e Luigi Einaudi

Nel 1903 Einaudi, fatto convocare il Conte Pellegrini a scuola, gli chiese il permesso di poter sposare la figlia, così i due convolarono a nozze il 19 dicembre di quello stesso anno.
Il loro salotto di Torino accoglieva ogni giovedì gli esponenti della cultura intellettuale piemontese.
Durante il fascismo i coniugi Einaudi si trasferirono in Svizzera poiché Luigi era un oppositore del regime.

### Al Quirinale

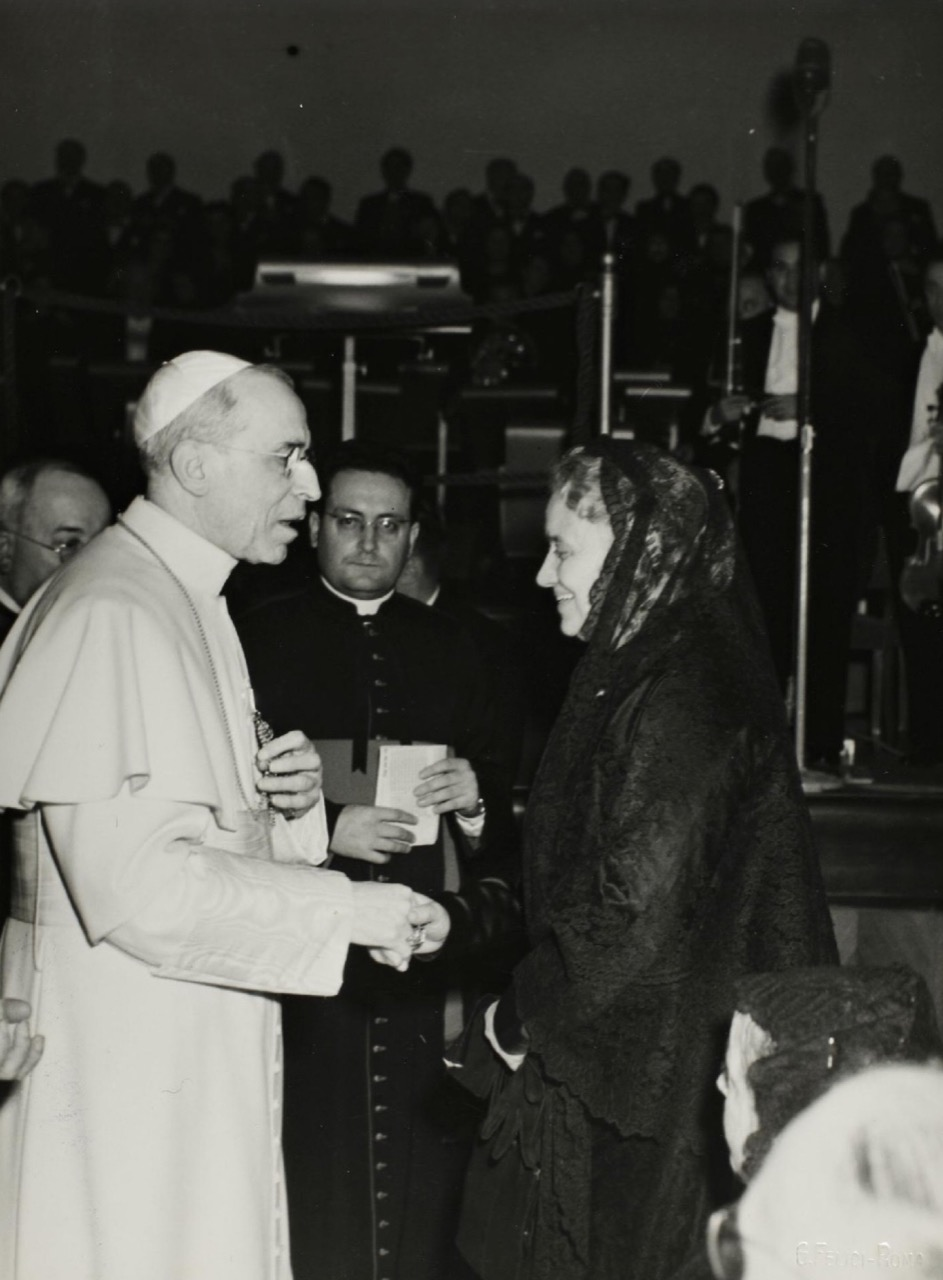
Pellegrini in udienza da papa Pio XII nel 1953

Dopo l'elezione a Presidente della Repubblica Italiana di suo marito Luigi Einaudi, la Contessa Pellegrini divenne First Lady d'Italia, la prima nella storia repubblicana a ricoprire tale ruolo, in quanto il precedente Presidente, Enrico De Nicola, era celibe. Donna Ida, così venne appellata dalla stampa ed in seguito comunemente, mantenne sempre un profilo riservato, per quanto prese parte a numerosi impegni pubblici con il consorte e da sola.

### Vedovanza e morte
Einaudi morì il 30 ottobre 1961, a 87 anni. Donna Ida lo seguì nel 1968.

## Discendenza
Donna Ida e il presidente Luigi Einaudi ebbero cinque figli: 
- Mario     (1904-1994);
- Roberto (1906-2004);
- Maria Teresa (1909-1910);
- Giulio   (1912-1999), che diventerà famoso editore;
- Lorenzo (1917-1919).

## Curiosità
- Nei poderi Einaudi viene prodotto un vino bianco DOC delle Langhe chiamato "Donna Ida" in suo onore.
- Secondo alcune testimonianze, donna Ida amava cucinare e apprezzava il vino, sia quello della sua terra d'origine, il Veneto, che quello della sua terra di adozione, il Piemonte.[3]
- Nei viaggi si portava sempre dietro una gabbietta con il suo cardellino.